# Arrondissement di Colmar-Ribeauvillé
L'arrondissement di Colmar-Ribeauvillé è una suddivisione amministrativa francese, situata nel dipartimento dell'Alto Reno, nella regione dell'Alsazia.

## Composizione
L'arrondissement di Colmar-Ribeauvillé raggruppa 98 comuni.

2015-2016
Da 2017